# Stenoscaptia dichromus
Stenoscaptia dichromus är en fjärilsart som beskrevs av Rothschild 1916. Stenoscaptia dichromus ingår i släktet Stenoscaptia och familjen björnspinnare. Inga underarter finns listade i Catalogue of Life.